# Símbols d'Ontario
La província canadenca d'Ontario ha establert diversos símbols oficials establerts per l'Assemblea Legislativa de la província. A més d'aquests símbols oficials, existeixen diversos emblemes i símbols que també s'associen habitualment amb la província.

## Símbols oficials
| Símbol           | Nom                                                 | Imatge                            | Adopció     | Observacions |
| ---------------- | --------------------------------------------------- | --------------------------------- | ----------- | --- |
| Escut d'armes    | Escut d'armes d'Ontario                             | Escut d'armes d'Ontario           | 1868 i 1909 | L'escut d'armes fou concedit per ordre reial de la reina Victòria el 26 de maig de 1868 i adoptat el 27 de febrer de 1909 per ordre reial d'Eduard VIII amb l'addició de suports, escut i lema. Té com a suports un cérvol i un ant canadencs, mentre un ós negre el corona. |
| Motto            | Ut incepit fidelis sic permanet                     |                                   | 1909        | "lleial va començar, lleial segueix". El lema és una referència als lleialistes a l'imperi Britànic, i es va concedir amb altres elements de l'escut el 1909. |
| Escut provincial | Escut provincial d'Ontario                          | Escut provincial d'Ontario        | 1909        | L'escut està format per la creu de sant Jordi, símbol d'Anglaterra, al terç superior; mentre que la part inferior carrega tres fulles d'auró daurades, emblemàtiques del Canadà, sobre un camp verd. |
| Bandera          | Bandera d'Ontario                                   | Bandera d'Ontario                 | 1965        | Adoptada oficialment el 14 d'abril de 1965 i hissada per primer cop el 21 de maig del mateix any. Es tracta d'un pavelló vermell britànic amb l'escut provincial al vol. |
| Segell           | Gran Segell d'Ontario                               |                                   | 1870        | El Gran Segell d'Ontario consisteix en l'escut reial del Regne Unit, la Corona, el lema Dieu et mon droit (Déu i el meu dret) i l'escut d'armes d'Ontario. El Gran Segell va ser creat el 1870 per ordre reial de la reina Victòria i dissenyat pel gravador en cap dels segells de sa majestat. S'utilitza en documents oficials, proclames i comissions de nomenament de funcionaris públics. El Tinent governador d'Ontario n'és el "Guardià del Gran Segell". |
| Flor             | Trillium blanc (Trillium grandiflorum)              | Trillium blanc                    | 1937        | El Trillium blanc, fou adoptat com a emblema provincial per la Floral Emblem Act de 1937. El Trillium floreix a principis de primavera a tota la província, amb la seva flor blanca associada a la pau i l'esperança. |
| Ocell            | Calàbria grossa (Gavia immer)                       | Calàbria grossa                   | 1994        | Ontario va adoptar la calàbria grossa com a ocell oficial el 23 de juny de 1994. Se la pot trobar en llacs i rius de tota la província. Apareix a la moneda d'un dòlar canadenc, la qual és coneguda pel sobrenom de "loonie". |
| Arbre            | Pinus strobus (Pinus strobus linnaeus)              | Pi de Weymouth                    | 1984        | El 1984, el pinus strobus es va convertir en l'arbre oficial d'Ontario. Trobat a tota la província, aquest arbre fou una font important de comerç i d'ingressos, i representa els grans boscos de la província. És conegut com l'Arbre de la Gran Pau per les Primeres Nacions Haudenosaunee del sud d'Ontario. Aquests arbres són els més alts de la província i poden viure més de 250 anys.                                                                    |
| Gemma            | Ametista                                            | Ametista                          | 1975        | L'ametista es va adoptar com a mineral oficial el 1975 per representar la riquesa mineral de la província. L'ametista és una varietat violeta o porpra de quars que es troba en grups al nord d'Ontario, amb la concentració més alta a la zona de Thunder Bay. |
| Tartà            | Vermell i blanc amb tres tons de verd i dos de blau |                                   | 2000        | Adoptat l'any 2000, el tartà d'Ontario està format per quatre colors. El vermell representa les Primeres Nacions, el blanc el cel sobre la província i el blau representa les aigües. Els tons de verd representen els boscos i camps d'Ontario. |
| Ordre            | Ordre d'Ontario                                     | Ordre d'Ontario                   | 1986        | L'Ordre d'Ontario és l'honor més alt de la província que pot atorgar a una persona. L'ordre es va crear l'any 1986 amb els primers nomenaments fets l'any 1987. |
| Bandera          | Bandera dels francòfons d'Ontario                   | Bandera dels francòfons d'Ontario | 1975        | El disseny consta de dues bandes en verd i blanc. La banda esquerra conté una flor blanca al centre, mentre que la banda dreta conté un trillium verd estilitzat al centre. El verd representa els mesos d'estiu, mentre que el blanc representa els mesos d'hivern. El trillium és el símbol floral d'Ontario, mentre que la flor de lis representa l'herència francesa de la comunitat franco-ontariana. Disseny de Gaétan Gervais i Michel Dupuis.             |
| Matrícula        | Placa de matrícula                                  | Matrícula d'Ontario               | Des de 2020 | El territori té matrícula pròpia des del 1911 i des del 2020 tenen un nou format: quatre lletres i tres xifres en blanc sobre camp amb dos tons de blau reflectant i separats per un trillium estilitzat. La paraula "Ontatio" centrat a la part superior i el lema "A PLACE TO GROW" en anglès o "EN PLEIN ESSOR" en francès a la part inferior. |